# Międzyrzec Podlaski
Międzyrzec Podlaski – miasto w województwie lubelskim, w powiecie bialskim, nad Krzną. Miasto jest także siedzibą wiejskiej gminy Międzyrzec Podlaski.
Według danych GUS z 31 grudnia 2019 r. miasto liczyło 16 753 mieszkańców.

## Położenie
Miasto prywatne uzyskało prawo magdeburskie przed 1447 rokiem. Prawa miejskie od 1918 roku.
Międzyrzec Podlaski leży na historycznym Podlasiu, w dawnej ziemi mielnickiej. Pierwotnie należał do ziemi brzeskiej, wraz z którą w XVI wieku został przyłączony do Polesia, następnie zaś w XVII wieku włączono go do ziemi mielnickiej i od tamtego czasu ponownie stanowi część Podlasia. W okresie przedrozbiorowym położony był w następujących jednostkach administracyjnych:
- 1413–1520 – województwo trockie, ziemia brzeska, powiat brzeski;
- 1520–1574 – województwo podlaskie, ziemia brzeska, powiat brzeski;
- 1574–1616 – województwo brzeskolitewskie, ziemia brzeska, powiat brzeski;
- 1616–1795 – województwo podlaskie, ziemia mielnicka, powiat mielnicki[6][8][9][10].

Miasto sąsiaduje z gminami: Drelów oraz Międzyrzec Podlaski.
W latach 1975–1998 miasto administracyjnie należało do województwa bialskopodlaskiego.

## Środowisko naturalne
Według danych z roku 2002 Międzyrzec Podlaski miał powierzchnię 19,75 km², w tym:
- użytki rolne: 57%
- użytki leśne: 9%

Miasto stanowi 0,72% powierzchni powiatu.

## Demografia

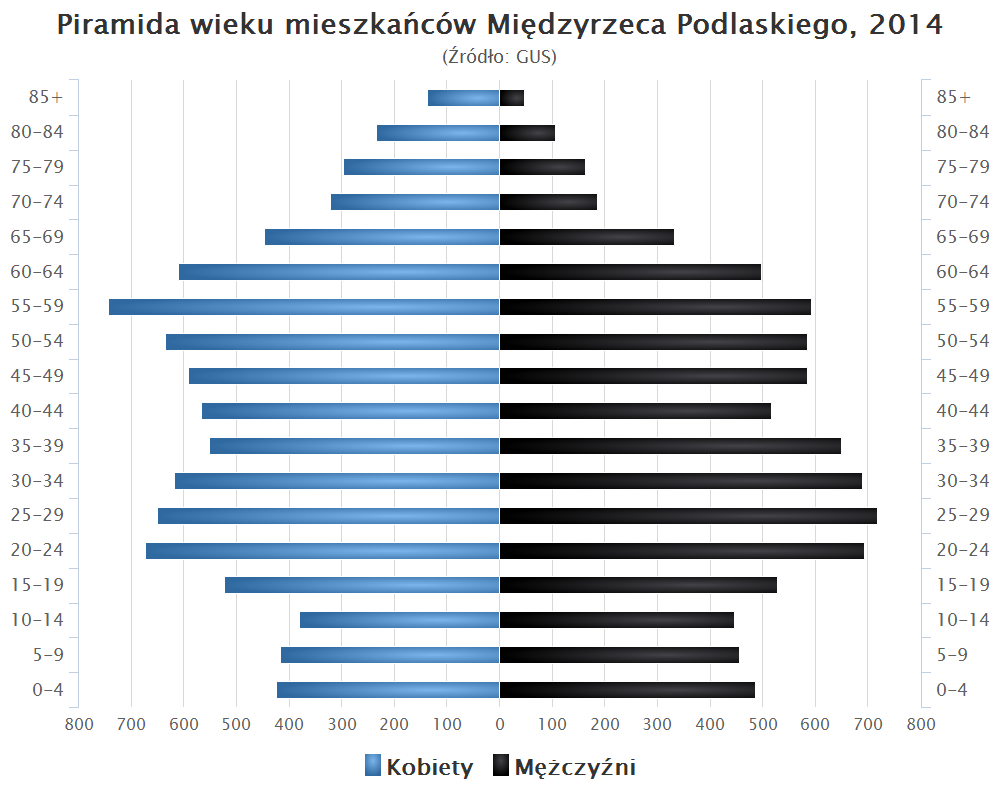
Piramida wieku mieszkańców Międzyrzeca Podlaskiego w 2014 roku

## Nazwa miasta w innych językach
- łacina: Meserici
- jidysz: מעזעריטש (Mezeritch)
- niemiecki: Meseritz
- czeski: Podleské Meziříčí
- litewski: Palenkės Mendzižecas
- ukraiński: Межиріччя, Мендзижець-Підляський
- łotewski: Mendzižeca Podļaska
- rosyjski: Мендзыжец-Подляски
- białoruski: Міжрэчча, Мендзыжац-Падляскі
- hebrajski: מיינדזיז'ץ פודלסקי

## Historia

Herb Potockich – ostatnich właścicieli Ordynacji Międzyrzeckiej

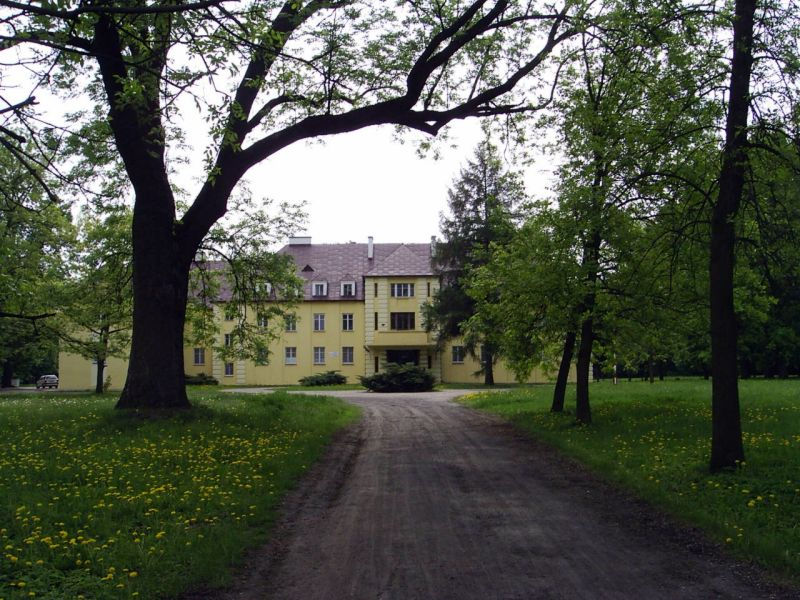
Fasada pałacu Potockich

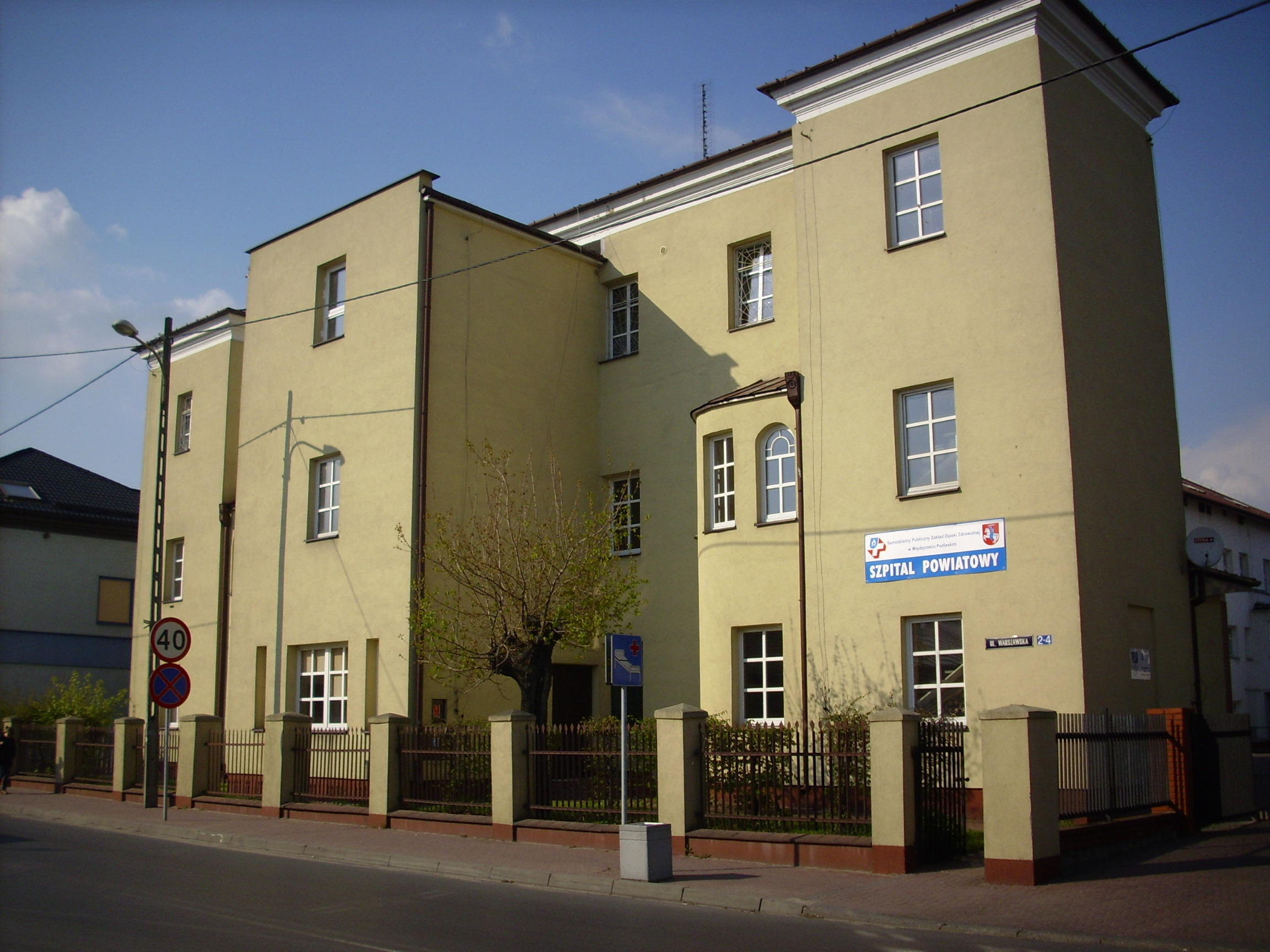
Szpital powiatowy

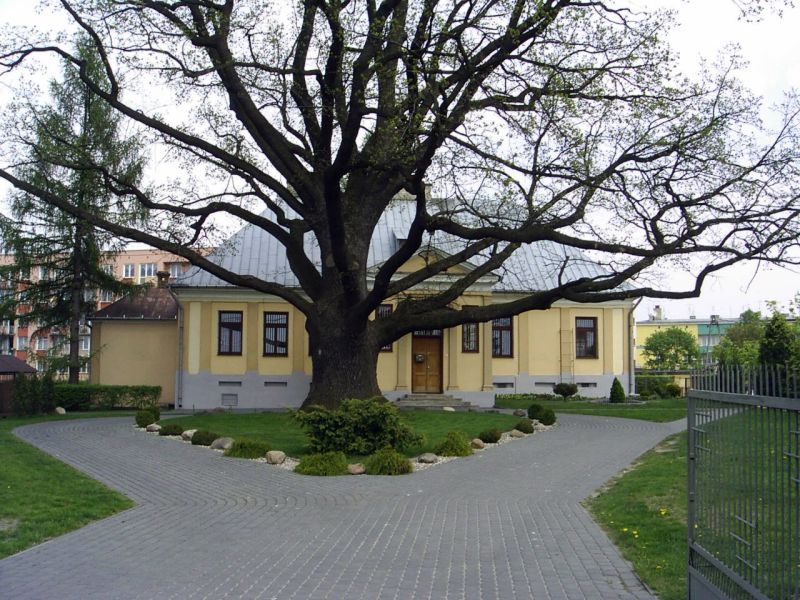
Plebania kościoła św. Mikołaja oraz dąb zasadzony dla upamiętnienia Konstytucji 3 Maja

- neolit – pierwsze osiedla ludzkie,[potrzebny przypis]
- 1174 – data z dokumentu cerkiewnego, pierwszej świątyni na tym terenie, cerkwi pw. św. Mikołaja,
- 1369 – pierwsza wzmianka w XIII-wiecznym ruskim latopisie mówiąca o 10 wsiach nad rzeką Krzną,
- 1390 – Abraham Chamiec otrzymał Międzyrzec od Władysława Jagiełły,
- XIV/XV w. – rozwój miejscowości związany z kolonizacją tych ziem przez mazowszan,
- 1434-1438 – miejscowość otrzymała prawa miejskie,
- 1477 – 24 sierpnia, erekcja kościoła pw. św. Mikołaja, postawionego w miejscu poprzedniej świątyni, prawdopodobnie tej obrządku prawosławnego z XII w. (obecnie kościół pod tym samym wezwaniem),
- 1486 – przywilej królewski na targi i jarmarki otrzymany przez Jana Nassutowicza dla Międzyrzeca,
- 1503 król Aleksander Jagiellończyk odwiedził Międzyrzec Podlaski, gdzie był podejmowany przez Jana Zabrzezińskiego,
- 1558 – Międzyrzec wspomniany jako ważny ośrodek garncarstwa,
- 1564 – 26 kwietnia, erekcja cerkwi św. Mikołaja z fundacji Stefana Zbaraskiego (obecnie kościół pw. św. Józefa),
- od 1569 – należał do Korony,
- 1574 – Stefan Andrejewicz Zbaraski w czasie bezkrólewia samowolnie przyłączył Międzyrzec Podlaski do województwa brzeskiego, aby dochody z niego płynęły do Wielkiego Księstwa,
- 1598 – pierwsza na pograniczu polsko-litewskim warzelnia soli,
- 1636 – powstał cech kowalski – jeden z najstarszych w regionie,
- 1648 – najazd kozacki Chmielnickiego,
- 1655 – złupienie miasta przez wojska szwedzkie,
- 1660 – złupienie miasta przez wojska rosyjskie,
- 1662 – miasto wchodziło w skład majętności międzyrzeckiej Łukasza Opalińskiego[13].
- XVIII w.
  - znany jako ważny ośrodek piwowarski,
  - ośrodek szczeciniarstwa – pierwsze manufaktury tego typu przemysłu w Polsce,
  - największe miasto na Podlasiu – ok. 2 tys. mieszkańców,
- 1772 – August Aleksander Czartoryski rozpoczął budowę cerkwi unickiej pw. św. Piotra i Pawła w miejscu poprzedniej drewnianej świątyni ufundowanej przez Stefana Zbaraskiego w XVI w. (obecnie kościół pw. św. Piotra i Pawła).
- 1791 – Feliks Turski przed plebanią w Międzyrzecu Podlaskim posadził dąb upamiętniający uchwalenie Konstytucji 3 Maja.
- 1795 – III rozbiór Polski: miasto znalazło się pod zaborem austriackim,
- 1802 – budowa klasycystycznego pałacu dla Konstantego Adama Czartoryskiego, projekt prawdopodobnie Piotr Aigner (rozebrany 1888),
- 1809 – w Księstwie Warszawskim,
- 1815 – w Królestwie Polskim,
- 1823 – rozwój handlu, głównie żydowskiego po otwarciu bitej drogi z Brześcia do Warszawy,
- 29 sierpnia 1831 – zwycięska dla powstańców bitwa powstania listopadowego na polach wsi Manie, Rogoźnica i na przedpolu Międzyrzeca,
- 1852 – budowa pałacu dla Aleksandry Potockiej (pierwotnie arch. Franciszek Maria Lanci); zniszczony w 1918, odbudowany w latach 1922–1928,
- 1863 – bitwy i potyczki powstania styczniowego, brał w nim udział m.in. Aleksander Głowacki,
- 1867 – uzyskanie połączenia z Koleją Warszawsko-Terespolską Linia kolejowa nr 2,
- 1875 – nasilenie polityki rusyfikacyjnej; dwie cerkwie unickie, erygowane jeszcze w XVI w. przez dziedziców ziemi międzyrzeckiej, zostały zamienione na prawosławne,
- 1918 – Krwawe Dni Międzyrzeca,
- 1920 – podczas wojny polsko-bolszewickiej w mieście znajdował się punkt dowodzenia gen. Władysława Sikorskiego, a później sztab armii gen. E. Rydza-Śmigłego,
- wrzesień 1939
  - zbombardowanie miasta przez Niemców,
  - zajęcie miasta przez wojska sowieckie, po 10 dniach Międzyrzec został przekazany Niemcom,
- 1940 – utworzenie getta przez niemieckich okupantów – zmuszono do osiedlenia się w nim ok. 17 tys. Żydów z Międzyrzeca i okolicznych miejscowości,
- 1940–1944 – Podlaska wojna o szyny – ataki partyzantki AK na linię kolejową w celu uniemożliwienia komunikacji na linii wschód-zachód,
- 1942 – utworzenie obozów jenieckich dla żołnierzy radzieckich a później włoskich,
- maj 1943 – likwidacja getta i wywiezienie i wymordowanie jego mieszkańców w obozach w Majdanku i Treblince,
- 1944
  - kwiecień – pacyfikacja Lasów Turowskich i zwycięska dla AK bitwa w okolicach wsi Olszewnica,
  - 23 lipca – przed opuszczeniem miasta Niemcy dokonali masakry 60 jeńców włoskich z miejscowego podobozu pracy przymusowej obozu jenieckiego Stalag 366[14],
  - 26 lipca – zajęcie miasta przez Armię Czerwoną przy współudziale żołnierzy AK,
  - 13 sierpnia – początek aresztowań i deportacji w głąb Rosji wśród żołnierzy AK dokonywanych przez NKWD,
- 1945 – likwidacja Ordynacji Międzyrzeckiej
- 30 czerwca 1952 – próba wykolejenia pociągu restauracyjno-sypialnego relacji Moskwa–Berlin (tzw. Mitropy) przewożącego oficerów i dyplomatów radzieckich przez licealistów z organizacji patriotycznej ZEW – w akcji dywersyjnej brali udział m.in. Franciszek Oleksiuk i Czesław Męczyński
- 1952–1954 – siedziba gminy Zahajki

## Zabytki

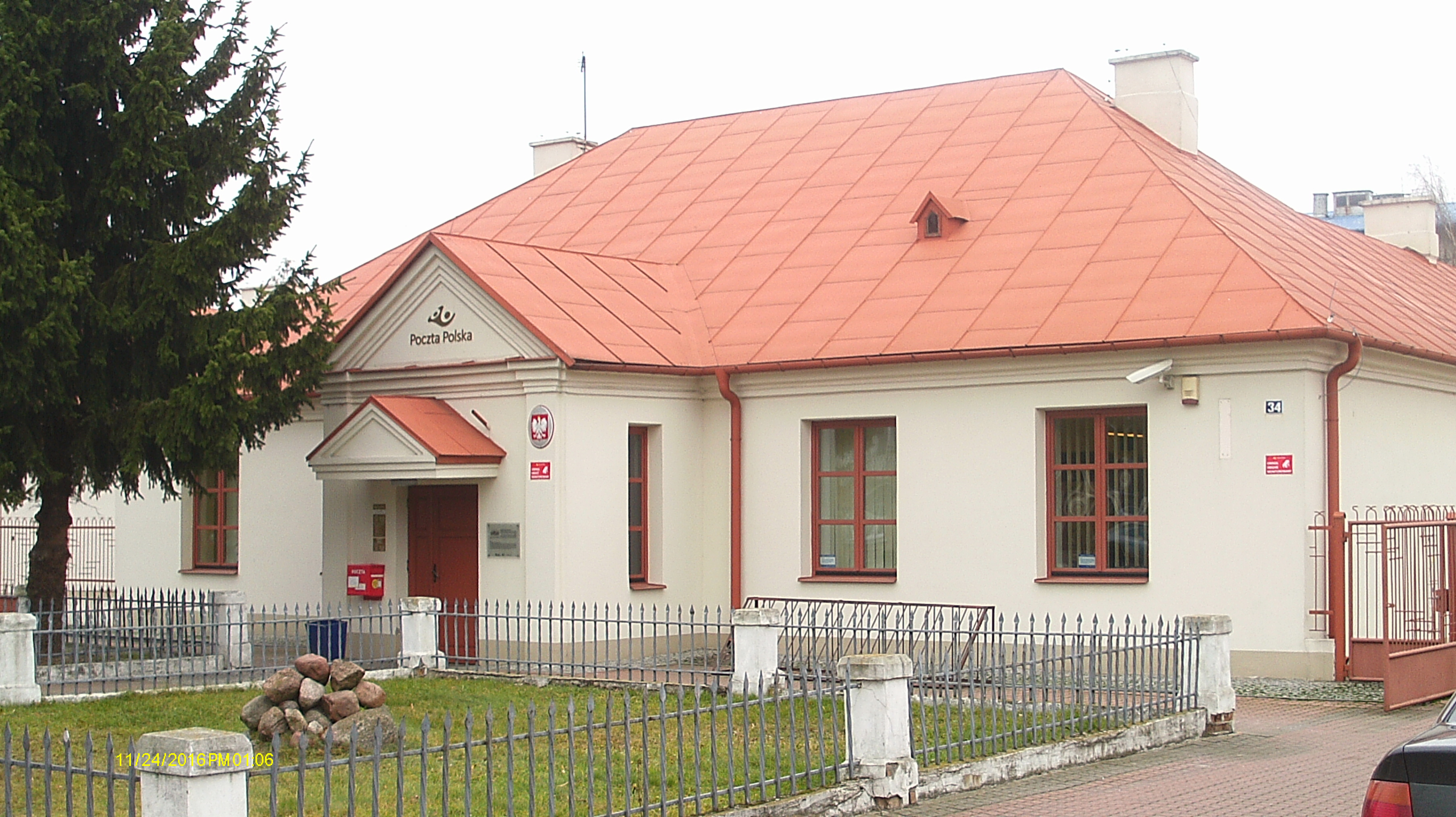
Zespół dawnej poczty konnej (1823)

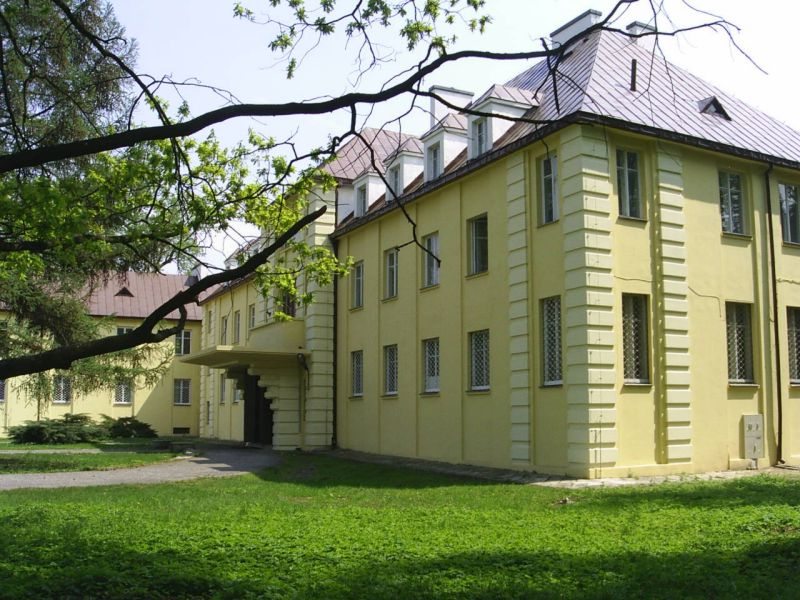
Pałac Potockich

- Rynek Starego Miasta (plac Jana Pawła II) wyznaczony w XV w., z charakterystycznymi przejściami z łukami
- kościół św. Mikołaja (1477)
- kościół Świętych Apostołów Piotra i Pawła
- kościół św. Józefa
- plebania kościoła św. Mikołaja z 1818 r.
- zespół dawnej poczty konnej z 1823 r.
- dawna szkoła parafialna z 1852 r.
- dworzec kolejowy z 1867 r.
- szpital miejski z lat 1846–1850
- Pałac Potockich z XVIII w.
- cmentarz katolicki (kaplica św. Rocha, nagrobki z XVIII, XIX i XX wieku)
- cmentarz żydowski tzw. kirkut (najstarsza macewa pochodzi z 1706 roku)
- pomnik poległych w 1918 r. na rynku
- podwyższenie z kamieni ku czci pomordowanych Żydów na rynku; w czerwcu 2005 zostało zlikwidowane w związku z przebudową rynku
- kapliczki z XVIII i XIX w.

## Miejsca pamięci narodowej
- Uroczysko Baran (tzw. Mały Katyń koło wsi Kąkolewnica Północna)
- pomnik zwycięskiej bitwy pod Międzyrzecem Podlaskim w czasie powstania listopadowego z 29 sierpnia 1831
- pomnik Żydów międzyrzeckich na cmentarzu żydowskim
- kamień Żydów międzyrzeckich na pl. Jana Pawła

## Gospodarka
Ośrodek usługowy regionu rolniczego; przemysł rolno-spożywczy, drzewny, odzieżowy, ponadto
zakłady przemysłu maszynowego, skórzanego oraz produkcja pędzli i szczotek.

### Zasoby surowców mineralnych
W Berezie koło Międzyrzeca Podlaskiego znajduje się kopalnia odkrywkowa żwiru i piasku – „Żwirownia”.

## Transport

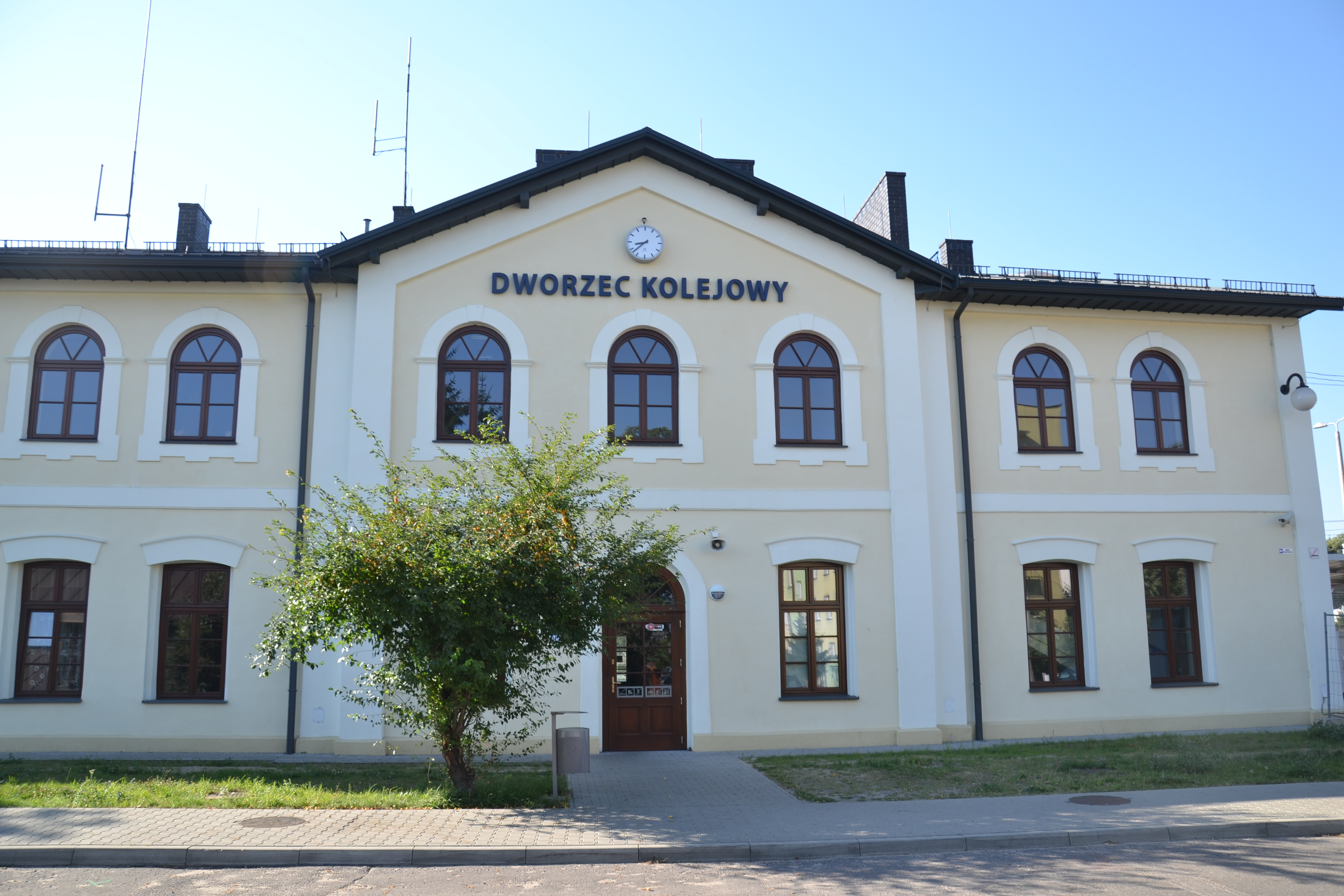
Dworzec kolejowy w Międzyrzecu Podlaskim

W mieście krzyżują się drogi krajowe i wojewódzkie:
| Nr drogi | Przebieg                                                             |
| -------- | -------------------------------------------------------------------- |
| 2E30     | Terespol – Biała Podlaska – Międzyrzec Podlaski – Warszawa – Świecko |
| 19       | Białystok – Bielsk Podlaski – Międzyrzec Podlaski – Lublin – Rzeszów |
| 806      | Międzyrzec Podlaski – Łuków                                          |
| 813      | Międzyrzec Podlaski – Parczew – Łęczna                               |

Istnieje obwodnica północna w ciągu drogi krajowej nr 2 (E30), oddana do użytku około 1975 roku, oraz obwodnica zachodnia w ciągu drogi krajowej nr 19, docelowo w ciągu drogi ekspresowej S19. W planach jest budowa autostrady A2, która ma przebiegać kilka kilometrów na północ od miasta.
W mieście znajduje się stacja kolejowa na międzynarodowej linii kolejowej E 20 Moskwa – Warszawa – Berlin.
Funkcjonuje tu przedsiębiorstwo PKS. Duże znaczenie mają również prywatne mikrobusy, zapewniające szybkie połączenia z Warszawą, Lublinem, Białą Podlaską, Siedlcami i Białymstokiem.
We wsi Krzewica istniało lotnisko wojskowe Krzewica o nawierzchni trawiastej (dł. pasa startowego wynosiła 2250 m), a w samym Międzyrzecu Podlaskim lotnisko prywatne należące do hr. Potockich.
W czasach Polski Ludowej przez Międzyrzec Podlaski przebiegały droga międzynarodowa E8 oraz państwowa nr 192.

## Kultura
W mieście jest Miejski Ośrodek Kultury, przy którym funkcjonuje Kino „Sława”, Miejska Biblioteka Publiczna oraz Galeria „ES”. Przy MOK-u działała także Strażacka Orkiestra Dęta.

## Organizacje
W Międzyrzecu Podlaskim funkcjonuje kilkanaście organizacji i stowarzyszeń, są to m.in.:
- Międzyrzeckie Stowarzyszenie Teatralne
- Stowarzyszenie Rozwoju Żeglarstwa STANICA w Międzyrzecu Podlaskim
- Ochotnicza Straż Pożarna „Stołpno” w Międzyrzecu Podlaskim, przy której działa Młodzieżowa Drużyna Pożarnicza
- Ochotnicza Straż Pożarna „Śródmieście” w Międzyrzecu Podlaskim
- Ochotnicza Straż Pożarna „Zawadki” w Międzyrzecu Podlaskim
- Podlaskie Stowarzyszenie Osób Niepełnosprawnych
- Polski Związek Emerytów, Rencistów i Inwalidów – Zarząd Rejonowy w Międzyrzecu Podlaskim
- Towarzystwo Przyjaciół Nauk w Międzyrzecu Podlaskim
- Związek Sybiraków – Oddział Biała Podlaska, Koło Terenowe Międzyrzec Podlaski
- Cech Rzemieślników i Przedsiębiorców w Międzyrzecu Podlaskim
- Związek Harcerstwa Rzeczypospolitej

## Oświata

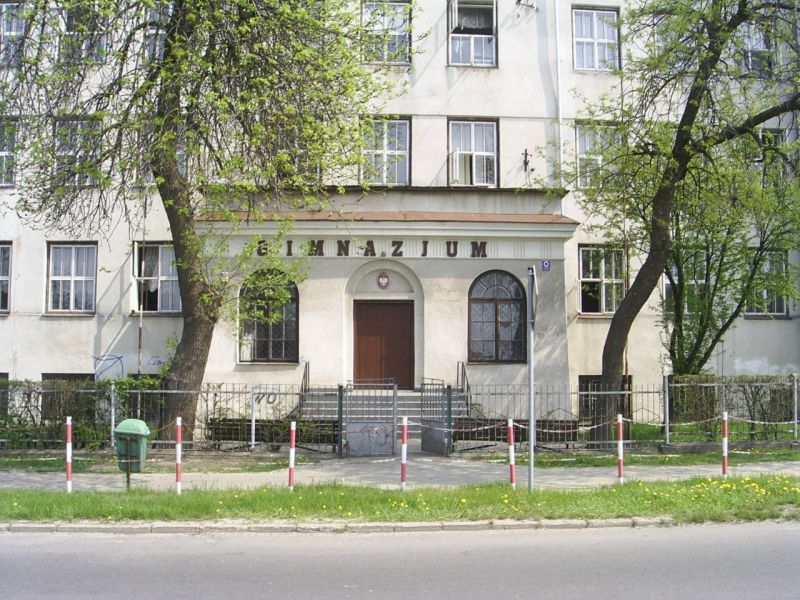
Gimnazjum międzyrzeckie

W mieście działają przedszkola, trzy szkoły podstawowe, Liceum Ogólnokształcące im. Władysława Sikorskiego, Liceum Ogólnokształcące dla Dorosłych, Zespół Szkół Ekonomicznych im. Marii Dąbrowskiej, Zespół Szkół Technicznych im. Unitów Podlaskich. Istnieje również Państwowa Szkoła Muzyczna I Stopnia oraz Specjalny Ośrodek Szkolno-Wychowawczy.

## Religia

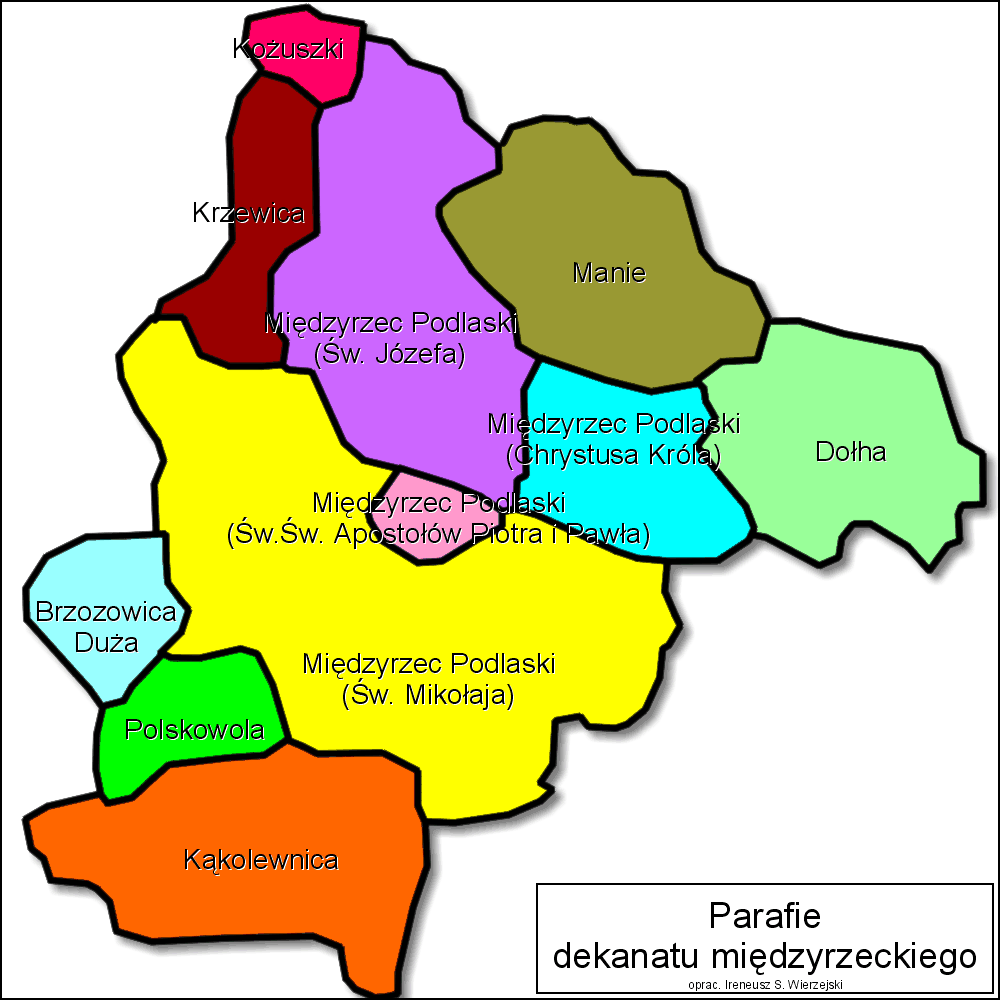
Podział dekanatu międzyrzeckiego na parafie

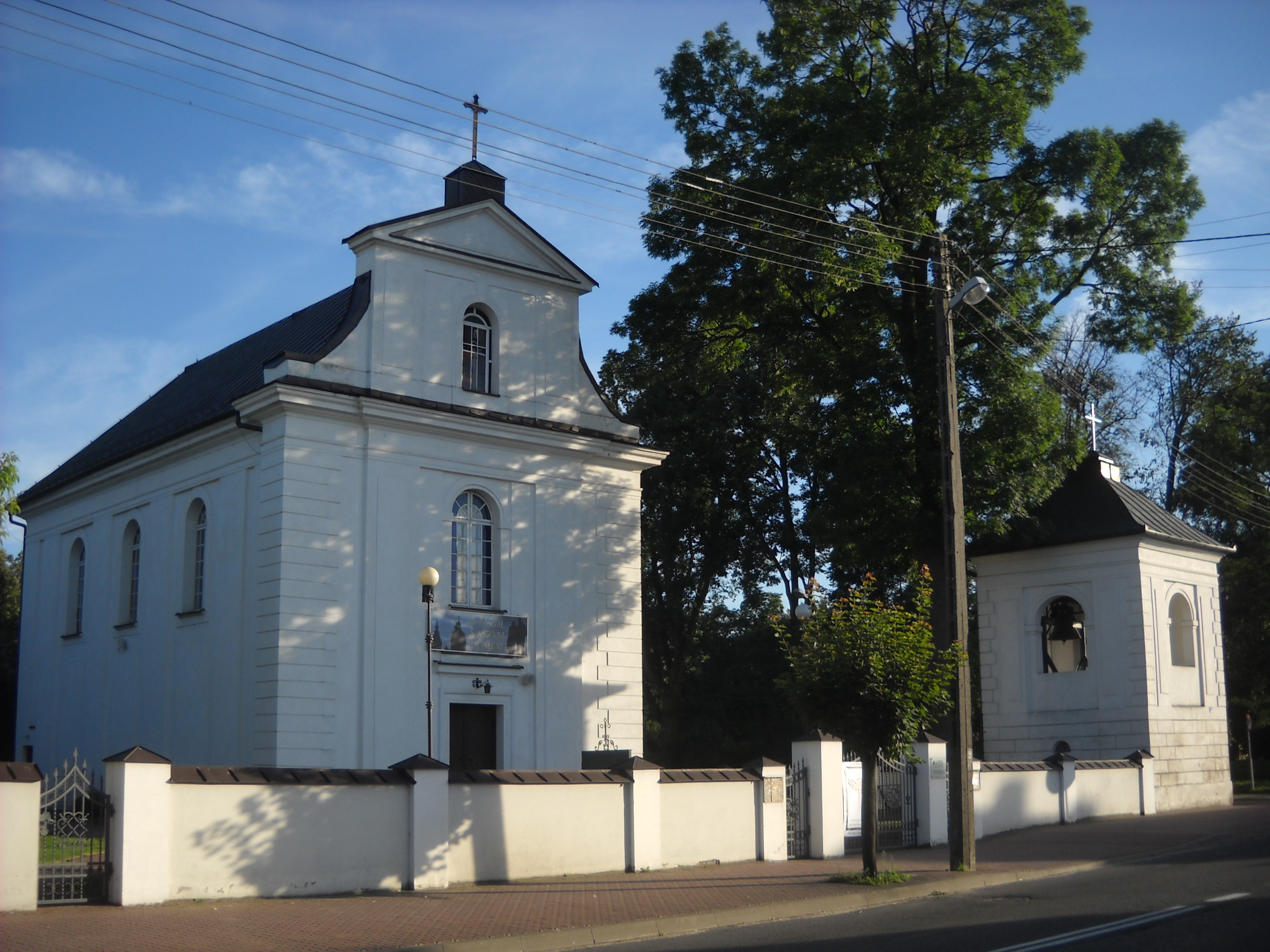
Kościół Świętych Apostołów Piotra i Pawła

### Parafie rzymskokatolickie
- Parafia Chrystusa Króla
- Parafia Świętych Apostołów Piotra i Pawła
- Parafia św. Józefa Oblubieńca NMP
- Parafia św. Mikołaja

### Kościoły protestanckie
- Kościół Zielonoświątkowy w RP, Zbór „Pojednanie”[16]

## Sport i rekreacja
Miasto posiada stadion sportowy (kompleks boisk sportowych o łącznej powierzchni 4 ha – 3 pełnowymiarowe boiska oraz 3 miniboiska treningowe, bieżnie, zaplecze socjalne), korty tenisowe, sale gimnastyczne i krytą pływalnię „Oceanik” z sauną i siłownią.
W piłce nożnej miasto reprezentuje KS MOSiR „Huragan”, oraz Akademia Piłkarska UKS”Dwójka”
Na zbiorniku wodnym „Żwirownia” istnieją stanice wodne (molo, plaże, latem opieka ratowników) oraz stanica wędkarska koła PZW Złoty Karaś.
Tuż obok „Żwirowni” znajduje się stok narciarski o długości 180 m i wysokości ok. 20 m pokryty igielitem. Został oddany do użytku 30 września 2012 r. wraz z wyciągiem talerzykowym i obiektami towarzyszącymi.

## Współpraca międzynarodowa
Miasta partnerskie:
- Thouars (Francja)[18]
- Kobryń (Białoruś)
- Pogiry (gmina) (Litwa)
- Ludza (Łotwa)
- Kamień Koszyrski (Ukraina)
- Małoryta (Białoruś)
- Petach Tikwa (Izrael)